# ヤングスキニー
ヤングスキニー（英語: YANG SKINNY）は、日本の男性4人組ロックバンド。2020年結成。略称は「ヤンスキ」。所属レーベルはSPEEDSTAR RECORDS。

## 概要
シンガーソングライターとしてYouTubeやTikTokで弾き語りを投稿していたかやゆーがSNSでメンバーを募集し、2020年8月15日に東京で結成。
同年12月に音楽配信サイト「Eggs」で楽曲を公開するとウィークリーアーティスト&ソングスランキングトップになる。
2021年1月にデモ音源を通信販売するもわずか1分で完売。
同年2月に「世界が僕を嫌いになっても」のMVを公開すると、SNSを中心に反響を呼び、TikTokで楽曲を使用した動画が急増。
バンド名の由来は、初合わせの時にスタジオにあった「YOUNG SKINNY」と書かれたポスターから。

## メンバー
かやゆーがバンドを組むにあたってTwitterで募集して集まったメンバーで結成。
| 人名       | プロフィール                           | パート          |
| ---------- | -------------------------------------- | --------------- |
| かやゆー   | 2002年3月22日（23歳） 山梨県富士吉田市 | ギター ボーカル |
| ゴンザレス | 2000年9月23日（24歳） 東京都           | ギター          |
| りょうと   | 2001年7月2日（24歳） 東京都            | ベース          |
| しおん     | 2003年2月5日（22歳） 埼玉県越谷市      | ドラムス        |

### かやゆー(Vo/Gt.)
- 本名は萱沼 勇斗（かやぬま ゆうと）。
- 山梨県富士吉田市出身。
- 大学に行くために上京、現在は東京都在住。
- 特技は手品。
- 幼稚園〜中学までサッカーをやり、高校時代はボート部に所属していた。
- ギターを始めるきっかけは小学6年の頃の誕生日に両親にアコースティックギターを買ってもらったこと。後に中学で友達に初心者セットを借りてエレキギターにも触るようになった。
- 元々SNSに弾き語り動画を投稿していた。
- 初めて弾き語りをした曲は同じ山梨県出身のレミオロメンの「3月9日」。
- Twitterにてバンドメンバーを募集して「ヤングスキニー」を結成した発起人。
- 好きなバンドはクリープハイプ、Mr.ふぉるて、リュックと添い寝ごはん、KALMA、Radiohead、ammo、掬う空氣、ルサンチマン、TETORA、Hump Back、bokula.、ねぐせ。、バッハ、Yutori、ペルシカリア (バンド)、ケプラ、アルステイクなどを上げている。
- YouTubeチャンネルの企画動画での字幕テロップの色は黄色。

#### 使用機材
- Fender Japan Telecaster
  - メルカリで6~7万で購入した。

- Rickenbacker 650C Colorado Jetglo
- Fender CC-60SCE Concert Natural

### ゴンザレス(Gt.)
- メンバー最年長。
- 学生時代は野球部に所属していた。
- 大学からギターを始めた。
- 2023年3月に大学を卒業した。
- YouTubeチャンネルの企画動画での字幕テロップの色は赤。

### ryouto(Ba.)
- 学生時代はバスケットボール部に所属していた。
- 前任のベースが抜けてから暫くサポートメンバーとして活動していたが、いつの間にか正式メンバーになっていた。
- 2024年4月9日、自身の公式X（旧:Twitter）を通じて一般女性と結婚した事を報告。お相手は"妊娠中"との事。
- YouTubeチャンネルの企画動画での字幕テロップの色は青。

### しおん(Dr.)
- メンバー最年少。
- 学生時代はバスケットボール部に所属していた。
- 前任のメンバーが抜けた際、再度Twitterにて募集をかけたところ最終的に二人まで絞られたときに、かやゆーとゴンザレスはもう一人を推していたが、りょうとがこの人じゃなきゃやらないと言ったためメンバー入りが決定した。
- YouTubeチャンネルの企画動画での字幕テロップの色は緑→紫。

## 略歴

### 2020年 - ：現在まで
- 2020年
  - 8月15日 - かやゆー。（ボーカル・ギター）、ゴンザレス（ギター）、ゆづき（ベース）、すず（ドラム）で結成。
  - 9月 - ゆづきが学業の都合を理由に脱退し、りょうと（ベース）が加入。
  - 12月 - 『世界が僕を嫌いになっても』を音楽サイトEggsに公開[3]。
- 2021年
  - 1月31日 - 初ライブを無観客配信で開催[4]。
  - 2月7日 - 『世界が僕を嫌いになっても』のミュージックビデオを公開[5]。
  - 4月21日 - 『世界が僕を嫌いになっても』配信リリース。
  - 5月5日 - 未流通作品であるミニアルバム『嘘だらけの日常の中で』をリリース。タワーレコード渋谷店で限定販売すると即完売。
  - 5月 - すずが学業の都合を理由に脱退。
  - 7月 - しおん（ドラム）が加入し現在の体制に。
  - 9月13日 - 『ロードスタームービー』配信リリース。
  - 10月27日 - 『憂鬱とバイト』配信リリース[6]。
  - 11月24日 - 『愛鍵』配信リリース[7]。
  - 12月15日 - 初の全国流通作品であるミニアルバム『演じるくらいなら、ありのままでいいけどね』リリース[6]。
  - 12月 - 「Eggs年間ランキング2021」アーティストランキングで2位、「かやゆー。」名義で9位にランクイン。楽曲ランキングで『世界が僕を嫌いになっても』が4位にランクイン[8]。
- 2022年
  - 2月19日 - 初のワンマンライブ『ヤングスキニー1stワンマンライブ〜バンド、バイトばっかで〜』（渋谷MilkyWay）開催。キャパの10倍を超える応募があり、ソールドアウト[9]。
  - 5月18日 - 『東京』配信&会場限定盤リリース[10]。
  - 5月22日 - 自主企画ツーマンツアー「ヤングスキニーpresents."老いてもヤングスキニーツアー vol.1"ここからはじまる編」（梅田Shangri-La）開催。
  - 7月23日 - 自主企画ツーマンツアー「ヤングスキニーpresents."老いてもヤングスキニーツアー vol.1"ここからはじまる編」（渋谷WWW X、5月28日の振替公演）開催。
  - 8月10日 - 『コインランドリー』配信リリース[11]。
  - 10月5日 - 『本当はね、』（TBS「王様のブランチ」10月度エンディングテーマ[12]）配信&会場限定盤リリース[13]。
  - 10月30日 - 「保証はないけどあなたを幸せにできる気がするワンマンツアー」ファイナル公演にて、2023年2月にSPEEDSTAR RECORDSよりメジャーデビューすることを発表[14]。また、ボーカルのかやゆー。がかやゆーに改名[14]。
- 2023年
  - 2月8日 - メジャーデビューシングル『らしく』を配信リリース[15]。
- 2024年
  - 4月9日 - ベースのりょうと（22）が、自身の公式X（旧：Twitter）にて、一般女性と結婚した事を報告した[16]。
  - 10月9日 - Major 2nd Full Album『BOY & GIRLS』発売。

## ディスコグラフィ

### シングル
| #                        | 発売日                   | タイトル                 | 規格                     | 規格品番                 | オリコン                 | 収録アルバム                                                        |
| ヤンスキ（インディーズ） | ヤンスキ（インディーズ） | ヤンスキ（インディーズ） | ヤンスキ（インディーズ） | ヤンスキ（インディーズ） | ヤンスキ（インディーズ） | ヤンスキ（インディーズ）                                            |
| ------------------------ | ------------------------ | ------------------------ | ------------------------ | ------------------------ | ------------------------ | ------------------------------------------------------------------- |
| 1st                      | 2021年5月18日            | 『東京』                 | CD                       |                          |                          | 1stアルバム『歌にしてしまえば、どんなことでも許されると思っていた』 |
| 2nd                      | 2022年10月5日            | 『本当はね、』           | CD                       |                          | 24位                     | 1stアルバム『歌にしてしまえば、どんなことでも許されると思っていた』 |

### 配信デジタルシングル
| #                             | 発売日                   | タイトル                                 | 規格                     | 収録CD                                                              |
| ヤンスキ（インディーズ）      | ヤンスキ（インディーズ） | ヤンスキ（インディーズ）                 | ヤンスキ（インディーズ） | ヤンスキ（インディーズ）                                            |
| ----------------------------- | ------------------------ | ---------------------------------------- | ------------------------ | ------------------------------------------------------------------- |
| 1st                           | 2021年4月21日            | 『世界が僕を嫌いになっても』             | デジタル・ダウンロード   | 1stミニアルバム『嘘だらけの日常の中で』                             |
| 2nd                           | 2021年9月23日            | 『ロードスタームービー』                 | デジタル・ダウンロード   | 2ndミニアルバム『演じるくらいなら、ありのままでいいけどね』         |
| 3rd                           | 2021年10月27日           | 『憂鬱とバイト』                         | デジタル・ダウンロード   | 2ndミニアルバム『演じるくらいなら、ありのままでいいけどね』         |
| 4th                           | 2021年11月24日           | 『愛鍵』                                 | デジタル・ダウンロード   | 2ndミニアルバム『演じるくらいなら、ありのままでいいけどね』         |
| 5th                           | 2022年5月18日            | 『東京』                                 | デジタル・ダウンロード   | 1stアルバム『歌にしてしまえば、どんなことでも許されると思っていた』 |
| 6th                           | 2022年8月10日            | 『コインランドリー』                     | デジタル・ダウンロード   | 1stアルバム『歌にしてしまえば、どんなことでも許されると思っていた』 |
| 7th                           | 2022年10月5日            | 『本当はね、』                           | デジタル・ダウンロード   | 1stアルバム『歌にしてしまえば、どんなことでも許されると思っていた』 |
| 8th                           | 2022年12月7日            | 『好きじゃないよ』                       | デジタル・ダウンロード   | 1stアルバム『歌にしてしまえば、どんなことでも許されると思っていた』 |
| SPEEDSTAR RECORDS（メジャー） |                          |                                          |                          |                                                                     |
| 9th                           | 2023年2月8日             | 『らしく』                               | デジタル・ダウンロード   | 1stアルバム『歌にしてしまえば、どんなことでも許されると思っていた』 |
| 10th                          | 2023年4月28日            | 『世界が僕を嫌いになっても (2023 ver.)』 | デジタル・ダウンロード   |                                                                     |
| 11th                          | 2023年7月26日            | 『君の街まで』                           | デジタル・ダウンロード   | 1st EP『どんなことにでも幸せを感じることができたなら』              |
| 12th                          | 2023年8月30日            | 『愛の乾燥機』                           | デジタル・ダウンロード   | 1st EP『どんなことにでも幸せを感じることができたなら』              |
| 13th                          | 2023年12月13日           | 『精神ロック』                           | デジタル・ダウンロード   | 2nd EP『不器用な私だから』                                          |
| 14th                          | 2024年1月24日            | 『恋は盲目』                             | デジタル・ダウンロード   | 2nd EP『不器用な私だから』                                          |
| 15th                          | 2024年2月14日            | 『ベランダ feat. 戦慄かなの』            | デジタル・ダウンロード   | 2nd EP『不器用な私だから』                                          |
| 16th                          | 2024年3月8日             | 『ベランダ feat. 戦慄かなの (sped up)』  | デジタル・ダウンロード   |                                                                     |
| 17th                          | 2024年4月19日            | 『プレイボーイシンドローム』             | デジタル・ダウンロード   |                                                                     |

1st EPalbum｢どんなことでも幸せに感じることがでしたのなら｣
曲5曲
｢君の街まで｣｢愛の乾燥機｣｢愛すべき日々よ｣
｢君じゃなくても別によかったのかもしれない｣
｢8月の夜（2023.ver）｣
2023年9月27日公開

### ミニアルバム
| #                             | 発売日                   | タイトル                                         | 規格                     | 規格品番                                         | オリコン                 |
| ヤンスキ（インディーズ）      | ヤンスキ（インディーズ） | ヤンスキ（インディーズ）                         | ヤンスキ（インディーズ） | ヤンスキ（インディーズ）                         | ヤンスキ（インディーズ） |
| ----------------------------- | ------------------------ | ------------------------------------------------ | ------------------------ | ------------------------------------------------ | ------------------------ |
| 1st                           | 2021年5月5日             | 『嘘だらけの日常の中で』                         | CD                       | YNSK-01                                          |                          |
| 2nd                           | 2021年12月15日           | 『演じるくらいなら、ありのままでいいけどね』     | CD                       | NSC-10263                                        | 62位                     |
| SPEEDSTAR RECORDS（メジャー） |                          |                                                  |                          |                                                  |                          |
| 1st EP                        | 2023年9月27日            | 『どんなことにでも幸せを感じることができたなら』 | CD                       | VIZL-2227（初回生産限定盤） VICL-65874（通常盤） | 25位                     |
| 2nd EP                        | 2024年3月13日            | 『不器用な私だから』                             | CD                       | VIZL-2291（初回生産限定盤） VICL-65930（通常盤） | 22位                     |
| 再録                          | 2024年5月5日             | 『嘘だらけの日常の中で (再録 ver.)』             | 配信                     |                                                  |                          |

### アルバム
|                               | 発売日                        | タイトル                                             | 規格品番                                                              | 収録曲 | オリコン                      | 備考                          |
| SPEEDSTAR RECORDS（メジャー） | SPEEDSTAR RECORDS（メジャー） | SPEEDSTAR RECORDS（メジャー）                        | SPEEDSTAR RECORDS（メジャー）                                         | SPEEDSTAR RECORDS（メジャー） | SPEEDSTAR RECORDS（メジャー） | SPEEDSTAR RECORDS（メジャー） |
| ----------------------------- | ----------------------------- | ---------------------------------------------------- | --------------------------------------------------------------------- | --- | ----------------------------- | ----------------------------- |
| 1st                           | 2023年3月15日                 | 歌にしてしまえば、どんなことでも許されると思っていた | VIZL-2158（初回生産限定盤） VICL-65784（通常盤）                      | 1. ヒモと愛 2. ゴミ人間、俺 3. 本当はね、 4. 美談 5. コインランドリー 6. 好きじゃないよ 7. 夜のままで 8. 東京 9. らしく 10. ごめんね、歌にして 初回限定盤付属DVD - 「保証はないけどあなたを幸せにできる気がするワンマンツアー Live at SHIBUYA CLUB QUATTRO」 | 20位                          | メジャーデビューアルバム      |
| 2nd                           | 2024年10月9日                 | BOY & GIRLS                                          | VIZL-2350（初回限定盤A） VIZL-2351（初回限定盤B）VICL-65996（通常盤） | CD 1. intro 2. 有線ラジオで僕の歌が流れていたらしい 3. 死ぬまでに俺がやりたいこと 4. 精神ロック 5. プレイボーイシンドローム 6. ハナイチモンメ 7. ベランダ feat.戦慄かなの 8. 雪月花 9. 愛すべき日々よ 10. さよなら、初恋 11. interlude 12. 禁断症状(Album ver.) 13. 不純愛ラブストーリー(Album ver.) 14. 誰かを救ってやる暇などないけど DVD（初回限定盤A） - 「ヤンスキ春の野音祭り 東京編 Live at 日比谷野外音楽堂 2024.05.06」 DVD（初回限定盤B） - 「"老いてもヤングスキニーツアー vol.3" 2度あることは3度ある編 LIVE & DOCUMENT」 |                               |                               |

## タイアップ一覧
| 使用年 | 曲名                                     | タイアップ                                                                                          |
| ------ | ---------------------------------------- | --------------------------------------------------------------------------------------------------- |
| 2022年 | 本当はね、                               | TBS系『王様のブランチ』10月度エンディングテーマ                                                     |
| 2023年 | ゴミ人間、俺                             | フジテレビ系ドラマ『クライムファミリー』主題歌                                                      |
| 2023年 | らしく                                   | ABEMAオリジナル恋愛番組『恋する♥週末ホームステイ 2023春～Sweet Orange Memory～』第6話挿入歌         |
| 2023年 | 好きじゃないよ                           | ABEMAオリジナル恋愛番組『恋する♥週末ホームステイ 2023春～Sweet Orange Memory～』第9話・最終話挿入歌 |
| 2023年 | 愛すべき日々よ                           | 江崎グリコ「セブンティーンアイス」キャンペーンソング                                                |
| 2023年 | 君の街まで                               | ABEMAオリジナル恋愛番組『恋する♥週末ホームステイ 2023夏』オープニングテーマ                         |
| 2023年 | 君じゃなくても別によかったのかもしれない | テレビ大阪・BSテレ東ほかドラマ『インターホンが鳴るとき』オープニングテーマ                          |
| 2024年 | 恋は盲目                                 | TBSテレビ ドラマストリーム『瓜を破る～一線を越えた、その先には』オープニングテーマ                  |
| 2024年 | プレイボーイシンドローム                 | テレビ朝日『あざとくて何が悪いの? "あざと連ドラ第10弾" 港区男子のあざと人生ノート』主題歌           |

## ライブ
| 日程                                            | 種別           | タイトル                                                                    | 会場・備考                                                |
| ----------------------------------------------- | -------------- | --------------------------------------------------------------------------- | --------------------------------------------------------- |
| 2022年2月19日                                   | ワンマンライブ | 『ヤングスキニー1stワンマンライブ～バンド、バイトばっかで～』               | Shibuya Milkyway                                          |
| 2022年5月22日 2022年7月23日 （5月28日振替公演） | 主催イベント   | 『ヤングスキニーpresents"老いてもヤングスキニー vol.1" ここからはじまる編』 | 梅田Shangri-la（w/moon drop） 渋谷WWW X（w/Conton Candy） |
| 2022年10月8日・14日・30日                       | ワンマンツアー | 『保証はないけどあなたを幸せにできる気がするワンマンツアー』                | 名古屋CLUB UPSET 渋谷CLUB QUATTRO 大阪umeda TRAD          |
| 2023年4月1日〜4月27日                           | ワンマンツアー | 『歌にしてしまえば、どんなことでも許されると思っていたワンマンツアー』      |                                                           |
| 2023年9月8日                                    | ワンマン       | 『ヤングスキニー×FM802 弾き語りライブ in 音食キッチン』                     | OSAKA FOOD LAB                                            |
| 2023年10月7日〜12月4日                          | ワンマンツアー | 『"老いてもヤングスキニーツアーvol.2" vol.2あったんだ編』                   |                                                           |
| 2024年3月16日〜4月26日                          | ワンマンツアー | 『"老いてもヤングスキニーツアー vol.3" 2度あることは3度ある編』             |                                                           |

## 出演

### テレビドラマ
- ライブマニア（2025年3月23日 - 30日〈予定〉、中京テレビ） - ヤングスキニー（本人） 役[29]